# Barrage d'Elmalı II
Le barrage d'Elmalı II est un barrage situé en Turquie dans la partie asiatique de la province d'İstanbul. Le barrage sert à l'alimentation en eau potable de la ville d'Istanbul. La rivière Göksu Deresi (Göksu Deresi, Elmali Deresi ou Çavuşbaşı Çayı) va rejoindre le Bosphore sur sa rive asiatique, à côté de la forteresse d'Anatolie (Anadolu Hisarı) et face à la forteresse de Roumélie (Rumeli Hisarı).